# Diócesis de Vítebsk
La diócesis de Vítebsk (en latín: Dioecesis Vitebscensis y en bielorruso: Віцебская дыяцэзія) es una circunscripción eclesiástica de la Iglesia católica en Bielorrusia. Se trata de una diócesis latina, sufragánea de la arquidiócesis de Minsk-Maguilov. Desde el 29 de noviembre de 2013 su obispo es Aleh Butkevič.

## Territorio y organización

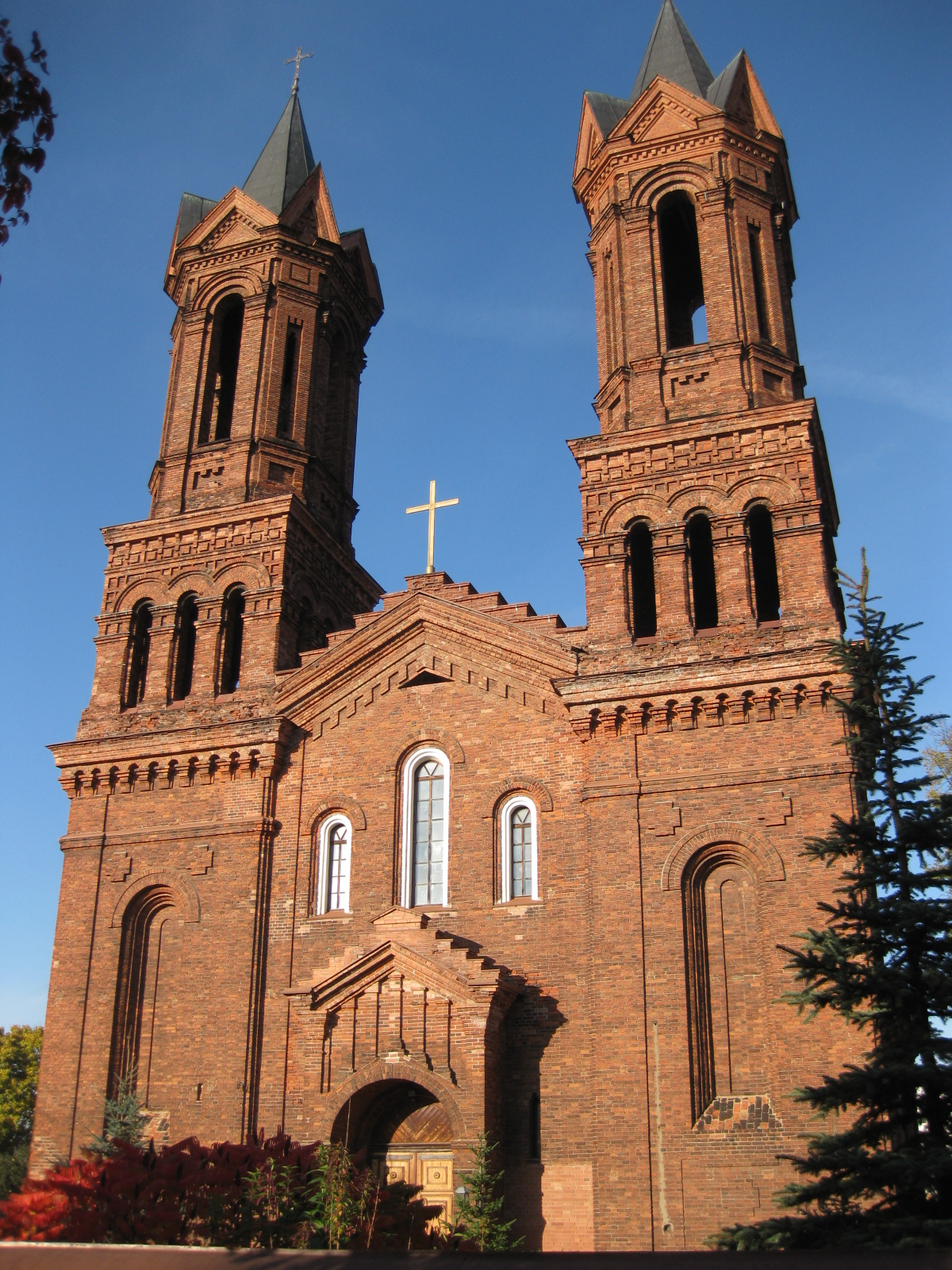
Excatedral de Santa Bárbara y San Pablo, en Vítebsk

La diócesis tiene 40 000 km² y extiende su jurisdicción sobre los fieles católicos de rito latino residentes en la óblast de Vítebsk.
La sede de la diócesis se encuentra en la ciudad de Vítebsk, en donde se halla la Catedral de Jesús Misericordioso y la excatedral de Santa Bárbara y San Pablo.
En 2023 en la diócesis existían 95 parroquias.

## Historia
La diócesis fue erigida el 13 de octubre de 1999 mediante la bula Ad aptius consulendum del papa Juan Pablo II tomando territorio de la arquidiócesis de Minsk-Maguilov.
El 18 de junio de 2011 la iglesia de Jesús Misericordioso se convirtió en la nueva catedral de la diócesis.
En 2016 el número de decanatos se redujo de 12 a 11 y el número de parroquias de 138 a 94 al eliminarse las parroquias donde no hay una iglesia.

## Estadísticas
Según el Anuario Pontificio 2023 la diócesis tenía a fines de 2022 un total de 167 516 fieles bautizados.
| Año                                                                             | Población            | Población | Población      | Sacerdotes | Sacerdotes    | Sacerdotes    | Bautizados por sacerdote | Diáconos permanentes | Religiosos | Religiosos | Parroquias |
| Año                                                                             | Bautizados católicos | Total     | % de católicos | Total      | Clero secular | Clero regular | Bautizados por sacerdote | Diáconos permanentes | Varones    | Mujeres    | Parroquias |
| ------------------------------------------------------------------------------- | -------------------- | --------- | -------------- | ---------- | ------------- | ------------- | ------------------------ | -------------------- | ---------- | ---------- | ---------- |
| 2000                                                                            | 175 000              | 1 630 000 | 10.7           | 55         | 23            | 32            | 3181                     |                      | 55         | 47         | 79         |
| 2001                                                                            | 140 000              | 1 400 000 | 10.0           | 59         | 23            | 36            | 2372                     |                      | 54         | 47         | 64         |
| 2002                                                                            | 140 000              | 1 400 000 | 10.0           | 70         | 29            | 41            | 2000                     |                      | 59         | 53         | 69         |
| 2003                                                                            | 140 000              | 1 400 000 | 10.0           | 72         | 30            | 42            | 1944                     |                      | 62         | 65         | 81         |
| 2004                                                                            | 140 000              | 1 400 000 | 10.0           | 80         | 40            | 40            | 1750                     |                      | 55         | 69         | 83         |
| 2010                                                                            | 170 000              | 1 448 000 | 11.7           | 97         | 54            | 43            | 1752                     |                      | 55         | 53         | 140        |
| 2014                                                                            | 172 000              | 1 431 800 | 12.0           | 104        | 64            | 40            | 1653                     |                      | 55         | 58         | 142        |
| 2017                                                                            | 170 000              | 1 433 600 | 11.9           | 88         | 51            | 37            | 1931                     |                      | 39         | 47         | 94         |
| 2020                                                                            | 169 700              | 1 430 800 | 11.9           | 82         | 47            | 35            | 2069                     |                      | 36         | 43         | 95         |
| 2022                                                                            | 167 516              | 1 412 489 | 11.9           | 83         | 46            | 37            | 2018                     |                      | 39         | 41         | 95         |
| Fuente: Catholic-Hierarchy, que a su vez toma los datos del Anuario Pontificio. |                      |           |                |            |               |               |                          |                      |            |            |            |

## Episcopologio
- Władysław Blin (13 de octubre de 1999-25 de febrero de 2013 renunció)[nota 1]
- Aleh Butkevič, desde el 29 de noviembre de 2013